# Denár (jednotka)
Denár je stará česká jednotka hmotnosti užívaná v mincovnictví, byla též nazývána fenik (z německého slova Pfennig) nebo jen s názvem mince.

## alternativní hodnoty
- jeden denár = 1,011 gramu = 1/512 libry
- jeden denár = 0,932 gramu = 1/256 hřivny kolínské (římskoněmecké)

## Použitý zdroj
- Malý slovník jednotek měření, vydalo nakladatelství Mladá fronta v roce 1982, katalogové číslo 23-065-82